# Felipe Hounie
Felipe Hounie Sánchez (nacido el 21 de agosto de 1948) es un abogado y juez uruguayo.

## Biografía
Egresado de la Universidad de la República con el título de Doctor en Derecho y Ciencias Sociales. En 1979 ingresa a la magistratura en Uruguay, cumpliendo una larga carrera. Presta juramento como Ministro de la Suprema Corte de Justicia de Uruguay el 9 de febrero de 2015.